# Marius Férotin
Marius Férotin, amb nom de naixement complet Mario Roberto Férotin (Chastelnòu de Ròse, França, 18 de novembre de 1855 - Southampton, Anglaterra, 15 de setembre de 1914) fou un monjo, historiador i liturgista francès.
Fill de Bartolomé José Férotin, conseller municipal i conseller curial, i de María Amada Tulette Dupoux, fou el sisè d'una família de catorze fills. Fou monjo benedictí de la Congregació Benedictina de Solesmes, a l'Abadia de St Michael de Farnborough. Les seves obres i les del pare Alfonso Andrés, tots dos del Monestir de Silos, són especialment importants i conegudes pel que fa a la història de l'església espanyola i de la literatura. Estudià sobretot la història del monestir de Silos i els seus manuscrits visigòtics. A més, investigà l'antiga litúrgia hispànica, de la qual edità fonts importants, com Le Liber Ordinum (1904) i Le Liber Mozarabicus Sacramentorum (1912), on feu també una descripció de molts manuscrits litúrgics visigòtics. Morí el setembre de 1914, en una congregació de monges franciscanes, al cap de poques setmanes del començament de la Primera Guerra Mundial.